# Rio Grande City
Rio Grande City é uma cidade localizada no estado norte-americano do Texas, no Condado de Starr.

## Demografia
Segundo o censo norte-americano de 2000, a sua população era de 11.923 habitantes.
Em 2006, foi estimada uma população de 13.836, um aumento de 1913 (16.0%).

## Geografia
De acordo com o United States Census Bureau tem uma área de
19,6 km², dos quais 19,6 km² cobertos por terra e 0,0 km² cobertos por água.

## Localidades na vizinhança
O diagrama seguinte representa as localidades num raio de 8 km ao redor de Rio Grande City.